# 海鸟粪

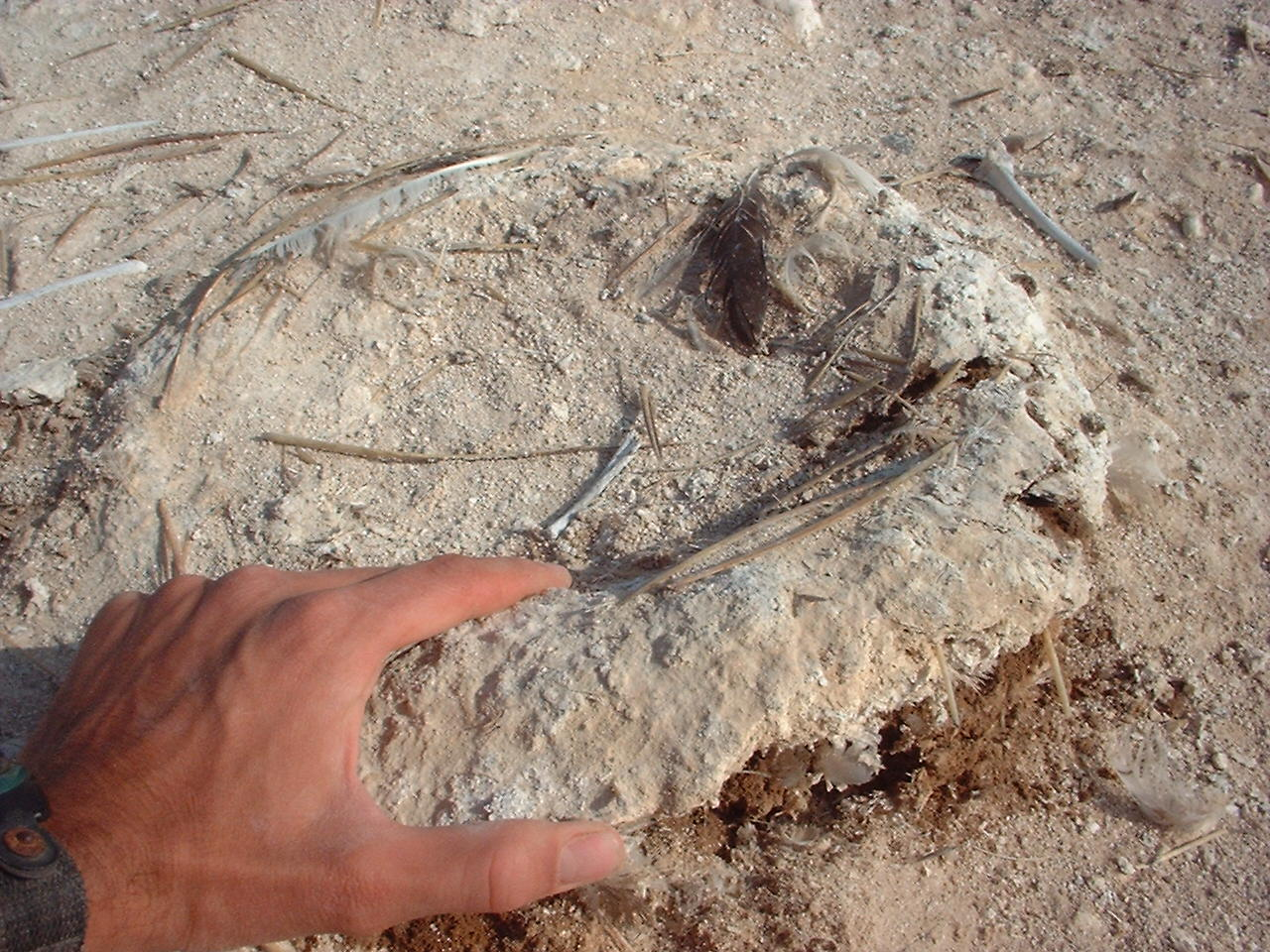
由海鸟粪和沙做成的秘鲁鲣鸟窝。

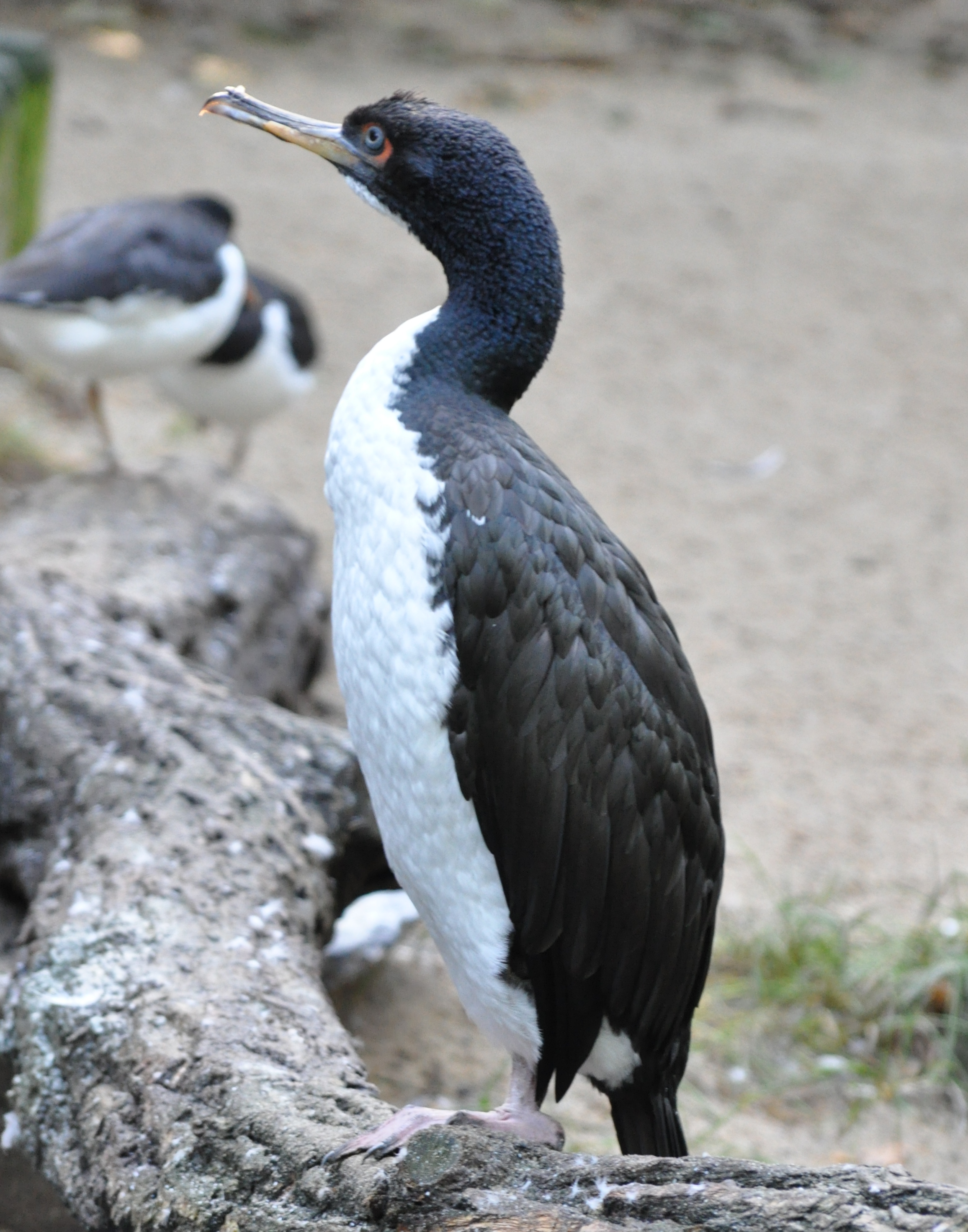
南美鸬鹚历来是最重要的鸟粪生产者。

海鸟粪（Guano）又称鸟粪石，是海鸟、蝙蝠或海豹排泄物与动植物残体混杂而成的一种细颗粒混合物。作为一种粪肥，鸟粪是一种高效肥料，因为它含有极高的氮、磷和钾含量：植物生长所必需的营养素。它可作肥料，而且在历史上也曾是氮、磷元素的重要来源，用于战争用火药的生产之中。在20世纪，产海鸟粪的鸟类成为保护计划的重要目标，并影响了环境意识的发展。今天，海鸟粪越来越受到有机农民的追捧。
不可持續的海鳥鳥糞開採過程可能會導致棲息地永久性破壞和數百萬隻海鳥的死亡。
蝙蝠糞在世界各地的洞穴中都有發現。許多洞穴生態系統完全依賴蝙蝠透過其蝙蝠糞便提供營養，而蝙蝠糞便則為細菌、真菌、無脊椎動物和脊椎動物提供支持。蝙蝠從洞穴中消失可能會導致依賴其蝙蝠糞便的物種滅絕。不可持續地採集蝙蝠糞便可能會導致蝙蝠放棄棲息地。
1910 年後，隨著哈伯-博施法從大氣中提取氮氣的發明，鳥糞的需求迅速下降。

## 成分
从成分上来讲，海鸟粪是多种钙磷酸盐的混合物，包括钙磷矿（CaHPO4 · 2 H2O）、三斜磷钙矿（CaHPO4）、白磷钙矿（Ca9(Mg,Fe)[HPO4/(PO4)6]）以及各类磷灰石、硝酸盐和有机物等。根据氮磷的含量不同，又可分为氮质海鸟粪与磷质海鸟粪两种，其中磷质海鸟粪因含不溶磷酸盐，常发现於多雨、氮成分流失较多地区。

## 历史

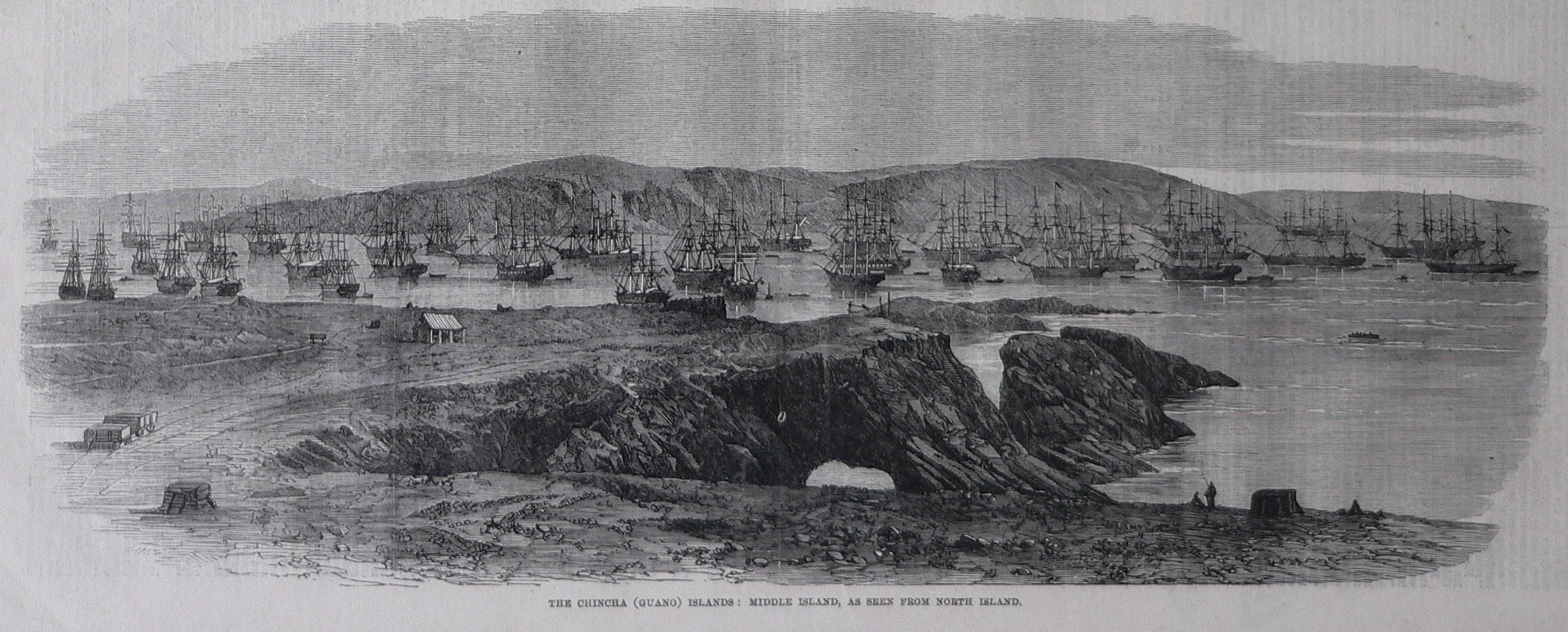
钦查群岛中大量的海鸟粪被发现。 采矿在现场完成，由船舶运往欧洲。拍摄于1863年2月21日。

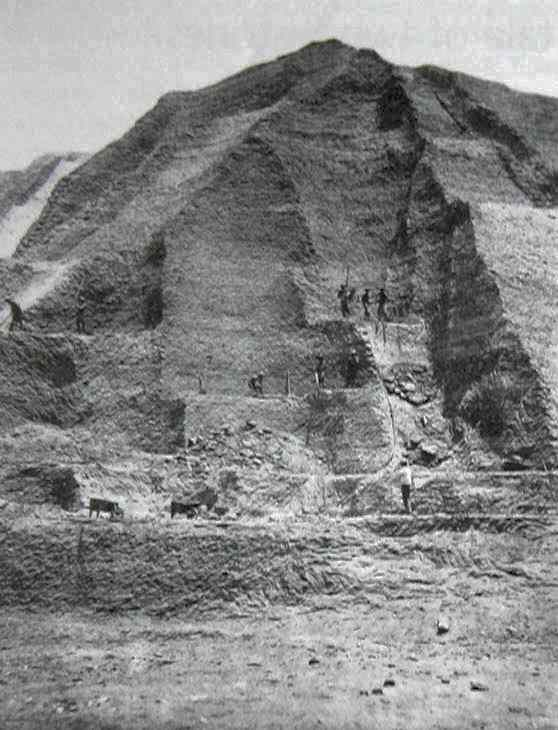
在秘鲁中部海岸的钦查群岛开采的海鸟粪矿。拍摄于1860年。

19世纪时，出产於南美国家如秘鲁、玻利维亚、智利以及太平洋群岛和西非的海鸟粪，因易得和富含氮、磷元素，成为各主要西方国家相争夺的重要战略资源。19世纪70年代，南美国家对于海鸟粪与硝石开采权的争夺，导致秘鲁-玻利维亚与智利之间硝石战争的爆发。在硝石战争（1879年–1883年）期间，智利占领了大部分海鸟粪的和秘鲁的硝酸盐产区，使其国库在1879年至1902年期间增长了900％，这得益于新获得的土地的税收。而且，来自南美的海鸟粪与硝石由於运输时常受阻而造成的资源不稳定性，在一定程度上成为研究开发其他氮、磷化合物合成方法的推动力，20世纪早期德国人发明的哈伯-博施法合成氨即是一例，德国借此技术得以避开英国等国利用南美自然资源而对其军火、肥料生产的控制。

## 生態重要性

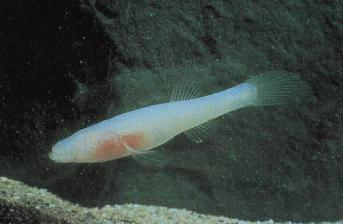
奧薩克洞鱸是一種以蝙蝠糞便為食物來源的物種。

群居鳥類及其鳥糞沉積物對周圍的生態系具有巨大作用。鳥糞可以刺激生產力，儘管鳥糞島上的物種豐富度可能低於沒有鳥糞沉積的島嶼。有鳥糞的島嶼比沒有鳥糞的島嶼有更多食腐甲蟲。潮間帶被鳥糞的營養物質淹沒，導致藻類生長更快，並聚結成藻墊。這些藻墊又被無脊椎動物所佔據。鳥糞島近海豐富的營養物質也支持著珊瑚礁生態系。

## 参阅
- 磷酸盐岩（英语：phosphorite）
- 鳥嘌呤
- 尿酸